# Elodina hypatia
Elodina hypatia är en fjärilsart som beskrevs av Felder 1865. Elodina hypatia ingår i släktet Elodina och familjen vitfjärilar. Inga underarter finns listade i Catalogue of Life.